# Nahir Besara
Nahir Besara (Södertälje, 25 de febrero de 1991) es un futbolista sueco que juega en la demarcación de centrocampista para el Hammarby Fotboll de la Allsvenskan.

## Selección nacional
Tras jugar en las categorías inferiores de la selección, finalmente hizo su debut con la selección de fútbol de Suecia en un partido amistoso contra Estonia que finalizó con un resultado de 2-1 a favor del combinado sueco tras el gol de Kevor Palumets para Estonia, y de Sebastian Nanasi y Isaac Thelin para Suecia.

## Clubes
| Club             | País                   | Año       | Partidos | Goles |
| ---------------- | ---------------------- | --------- | -------- | ----- |
| Assyriska FF     | Suecia                 | 2008-2012 | 124      | 18    |
| Hammarby Fotboll | Suecia                 | 2013-2015 | 78       | 18    |
| Göztepe SK       | Turquía                | 2015-2016 | 16       | 1     |
| Örebro SK        | Suecia                 | 2016-2018 | 82       | 24    |
| Al-Fayha FC      | Arabia Saudita         | 2019      | 11       | 3     |
| Pafos FC         | Chipre                 | 2019-2020 | 23       | 1     |
| Örebro SK        | Suecia                 | 2020      | 30       | 12    |
| Hatta Club       | Emiratos Árabes Unidos | 2021      | 13       | 1     |
| Örebro SK        | Suecia                 | 2021-2022 | 18       | 4     |
| Hammarby Fotboll | Suecia                 | 2022-     | 103      | 37    |